# Feeney Peak
Der Feeney Peak ist ein 1210 m hoher Berg im westantarktischen Marie-Byrd-Land. Im Königin-Maud-Gebirge ragt er im Zentrum der Medina Peaks 11 km nördlich des Patterson Peak an der Ostflanke des Goodale-Gletschers auf.
Der United States Geological Survey kartierte ihn anhand eigener Vermessungen und Luftaufnahmen der United States Navy aus den Jahren von 1960 bis 1964. Das Advisory Committee on Antarctic Names benannte ihn 1967 nach Robert Earl Feeney (1913–2006), Biologe auf der McMurdo-Station in mehreren Sommerkampagnen zwischen 1964 und 1969. Eine gewisse Verwechslungsgefahr aufgrund der ähnlichen Schreibweise besteht mit dem Feeley Peak in den Horlick Mountains.